# Cécile La Grenade
Dame Cécile Ellen Fleurette La Grenade (La Borie, 30 dicembre 1952) è una politica grenadina, sesta ed attuale governatrice generale dal 7 maggio 2013.

## Biografia
Nata a La Borie, nella parrocchia di Saint George, è la terza di cinque figli. Sua nonna, Eva Ollivierre-Sylvester, divenne la prima donna delle Isole Sopravento Britanniche a far parte del consiglio legislativo del paese.
Si è laureata in chimica presso l'Università delle Indie occidentali, conseguendo poi un master e un dottorato in scienza dell'alimentazione all'Università del Maryland - College Park, Stati Uniti.

### Carriera politica
La nomina di Cécile La Grenade come governatrice generale fu annunciata a seguito della morte della prima governatrice coloniale donna di Grenada, la politica Hilda Bynoe, avvenuta il 6 aprile 2013. Svoltesi quindi le elezioni, che l'hanno vista al primo posto, Cécile ha assunto ufficialmente la carica il 7 maggio successivo, diventando la prima donna in carica dopo l'indipendenza del paese.
A seguito della morte della Regina Elisabetta II, verificatasi l'8 settembre 2022, Cécile La Grenade è divenuta anche la prima governatrice generale a prestare servizio sotto due monarchi.